# Dilatris
Dilatris é um género botânico pertencente à família Haemodoraceae.